# Sir Ignatius Kilage Stadium
Das Sir Ignatius Kilage Sports Stadium ist ein Fußballstadion mit Leichtathletikanlage in Voco Point, einem Vorort von Lae, Papua-Neuguinea. Es wurde nach Ignatius Kilage (1941–1989), dem vierten Generalgouverneur des Landes, benannt. Das Stadion ist Teil des Sir Ignatius Kilage Sports Complex.

## Geschichte
Das Stadion wurde 1990 für die Südpazifikspiele 1991 erbaut und ist Teil des Sir Ignatius Kilage Sports Complex. 2016 wurde die Anlage renoviert.

## Veranstaltungen
Die Sportstätte beheimatete Spiele der papua-neuguineischen Fußballnationalmannschaft, auch während der dritten Runde der FIFA-WM-Qualifikation 2018 gegen die Salomonen im Juni 2017.